# Union turque des chambres d'ingénieurs et d'architectes
L’union turque des chambres d'ingénieurs et d'architectes (en turc Türk Mühendis ve Mimar Odaları Birliği, abrégé en TMMOB) est une union de corporations professionnelles turque fondée en 1954. Elle est une confédération de 24 chambres de métiers.

## Statut juridique
La TMMOB n'est pas une confédération syndicale. Les chambres de métiers sont des organisations dont le cadre juridique est défini par l'article 135 de la constitution turque de 1982 : 

« Les organisations professionnelles ayant le caractère d'établissements publics et leurs unions sont des personnes morales publiques créées par la loi dans le but de permettre aux membres d'une profession déterminée de satisfaire leurs besoins communs, de faciliter leurs activités professionnelles, d'assurer le développement de la profession conformément à l'intérêt général et de maintenir la discipline et l'éthique professionnelles en vue de faire régner l'intégrité et la confiance tant dans les relations internes à la profession que dans ses rapports avec le public, et dont les organes sont élus par leurs propres membres, au scrutin secret, sous contrôle judiciaire et selon les modalités déterminées par la loi. »

Les chambres et la TMMOB ont le statut de personne morale publique et sont instituées par voie législative.